# Nhà địa lý

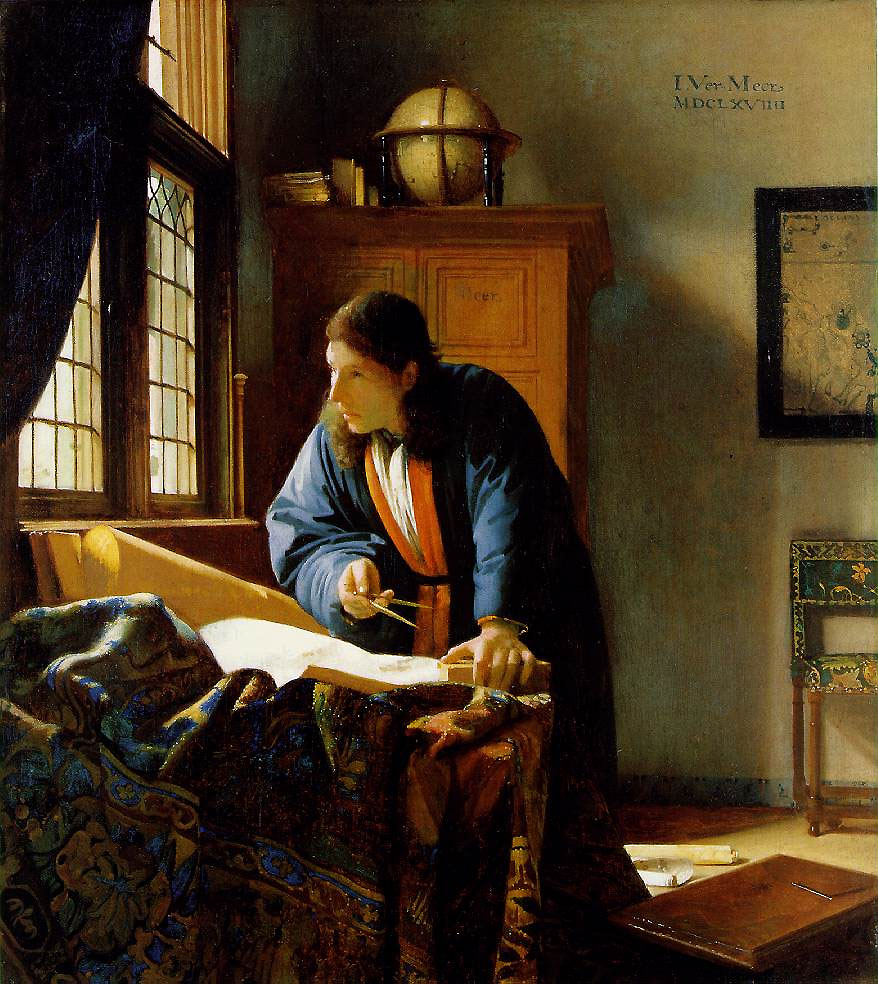
Bức tranh Nhà địa lý (1668-1669) của danh họa Johannes Vermeer người Hà Lan

Nhà địa lý, hay nhà địa lý học, là một nhà khoa học tự nhiên, khoa học xã hội hoặc nhân văn học với lĩnh vực nghiên cứu là địa lý, nghiên cứu môi trường tự nhiên của Trái Đất và xã hội loài người, bao gồm cả việc xã hội và tự nhiên tác động qua lại lẫn nhau như thế nào. Cần phân biệt với thầy địa lý trong tiếng Việt, vốn chỉ đến nhân vật làm nghề địa lý phong thủy, là người am tường địa lý long mạch chứ không nghiên cứu khoa học.
Mặc dù các nhà địa lý trong lịch sử được biết đến là người tạo ra bản đồ, nhưng việc thiết lập bản đồ thực ra là lĩnh vực nghiên cứu của bản đồ học, một nhánh của ngành địa lý. Nhà địa lý không chỉ nghiên cứu chi tiết về môi trường tự nhiên hay xã hội loài người mà họ còn nghiên cứu mối quan hệ tương hỗ giữa hai thực thể này. Lấy ví dụ, họ nghiên cứu cách mà môi trường tự nhiên đóng góp cho xã hội loài người và cách mà xã hội loài người tác động đến môi trường tự nhiên.
Cụ thể, nhà địa lý tự nhiên sẽ nghiên cứu về môi trường tự nhiên còn nhà địa lý xã hội sẽ nghiên cứu về văn hóa và xã hội loài người. Một số nhà địa lý là người thực hiện Hệ thống Thông tin Địa lý (GIS) và thường đầu quân cho các cơ quan nhà nước ở trung ương và địa phương cũng như trong khối tư nhân ở các công ty môi trường và kỹ thuật (trường hợp này được gọi là kỹ sư địa lý).